# Verbandsgemeinde Waldmohr
La comunità amministrativa di Waldmohr (Verbandsgemeinde Waldmohr) era una comunità amministrativa della Renania-Palatinato, in Germania.
Faceva parte del circondario di Kusel.
A partire dal 1º gennaio 2017 è stata unita alle comunità amministrative di Glan-Münchweiler e Schönenberg-Kübelberg per costituire la nuova comunità amministrativa Oberes Glantal.

## Suddivisione
Comprendeva 3 comuni:
1. Breitenbach
2. Dunzweiler
3. Waldmohr

Il capoluogo era Waldmohr.